# 61st Street-Woodside
61st Street-Woodside, conosciuta anche il nome di Woodside-61st Street, è una fermata della metropolitana di New York, situata sulla linea IRT Flushing. Nel 2015 è stata utilizzata da 5 432 682 passeggeri.

## Storia
La stazione venne aperta il 21 aprile 1917, come parte del prolungamento della linea IRT Flushing, all'epoca conosciuta come linea Corona, dalla stazione di Queensboro Plaza a quella di 103rd Street-Corona Plaza.

## Strutture e impianti
61st Street-Woodside è una fermata di superficie con tre binari e due banchine ad isola. Il mezzanino della stazione è posizionato al di sotto del piano binari, nella zona centrale, e possiede una scala e una scala mobile che scendo all'incrocio tra Roosevelt Avenue e 61st Street. Qui è presente anche un ascensore che rende la stazione accessibile.
La stazione ferroviaria della Long Island Rail Road si trova direttamente sotto questa stazione; infatti, da una delle tre banchine della stazione ferroviaria è possibile accedere direttamente al mezzanino della stazione della metropolitana.

## Movimento
La stazione è servita dai treni di due services della metropolitana di New York:
- Linea 7 Flushing Local, sempre attiva;[4]
- Linea 7 Flushing Express, attiva solo nelle ore di punta.[4]

## Interscambi
La stazione è servita da diverse autolinee gestite da MTA Bus e NYCT Bus. Inoltre, interscambia con il servizio ferroviario suburbano Long Island Rail Road presso la stazione ferroviaria di Woodside.
- Stazione ferroviaria Woodside
- Fermata autobus

## Nella cultura di massa
La stazione è stata utilizzata per girare una scena del film Gloria - Una notte d'estate del 1980, diretto da John Cassavetes.